# Julia Steinberger
Julia K. Steinberger (Ginebra, 1974) es una profesora e investigadora estadounidense. Es profesora de Economía Ecológica en la Universidad de Lausana. Estudia las relaciones entre el uso de recursos y el desempeño de las sociedades. Es autora del Sexto Informe de Evaluación del Panel Intergubernamental sobre Cambio Climático (IPCC) y contribuye a la discusión del informe sobre las vías de mitigación del cambio climático.

## Educación y primeros años
Steinberger, hija del premio Nobel de Física Jack Steinberger, estudió ciencias en el Collège de Saussure en Suiza, donde recibió el premio de Saussure en 1993. Steinberger se trasladó a los Estados Unidos para obtener su título de posgrado, trabajando en la Universidad Brown en la radiación de fondo de microondas. Obtuvo su doctorado estudiando átomos ultrafríos en el Instituto de Tecnología de Massachusetts. Trabajó en el Centro de Átomos Ultrafríos con Thomas Greytak y Daniel Kleppner, desarrollando nuevas formas de atrapar hidrógeno y deuterio ultrafríos. Se espera que la comparación entre la corrección hiperfina del estado base y el estado excitado pongan a prueba la electrodinámica cuántica. Durante el posgrado, Steinberger fue miembro de la Cooperativa de Justicia Social del MIT.

## Carrera
Steinberger fue becaria postdoctoral en la Universidad de Lausana y luego en la Universidad de Zúrich, trabajando junto a Claudia Binder. Steinberger fue nombrada investigadora principal del Instituto de Ecología Social de la Universidad de Klagenfurt en 2007. Su investigación considera las relaciones entre el uso de recursos (energía, materiales y emisión de gases de efecto invernadero) y el desempeño de las sociedades (bienestar y producción económica). Está interesada en identificar nuevas vías de desarrollo hacia una sociedad con bajas emisiones de carbono. Se incorporó a la Universidad de Leeds como profesora asociada de economía ecológica en 2011. Es miembro del Center for Climate Change Economics and Policy (CCCEP). El 1 de agosto de 2020, Steinberger se incorporó a la Universidad de Lausana como profesora titular sobre el impacto social del cambio climático.
Steinberger mostró que las emisiones de gases de efecto invernadero de las ciudades globales dependen de la relación entre factores geofísicos y técnicos. También ha investigado la cadena textil, el desperdicio de alimentos y el uso de materiales. Steinberger es miembro del Consejo de Investigación de Ingeniería y Ciencias Físicas (EPSRC) iBUILD (Modelos de Negocios de Infraestructura, Valoración e Innovación para Entrega Local) iBUILD.
Steinberger es la investigadora principal del proyecto de Leverhulme Trust "Vivir bien dentro de los límites". El proyecto investiga cuáles son los requisitos biofísicos para el bienestar humano y la influencia de la provisión social en los niveles de recursos asociados con esto. El proyecto también busca comprender cómo se podrían utilizar los recursos limitados del mundo para preservar el bienestar humano. Para lograrlo, Steinberger cree que es necesario definir qué es una "buena" vida, entender cuáles son los requisitos para el bienestar y el contexto que rodea la desigualdad internacional.
Steinberger ha estudiado cómo la humanidad puede mantener una buena calidad de vida sin dañar el planeta. Sostiene que para lograr los Objetivos de Desarrollo Sostenible de las Naciones Unidas (ONU) el mundo debe alejarse del crecimiento y avanzar hacia un modelo económico que promueva la sostenibilidad y la equidad. Steinberger y sus colegas visualizaron la relación entre el desempeño nacional en varios indicadores de sostenibilidad ambiental y los umbrales sociales para una "buena vida".
De acuerdo con el medio "The Canary", Steinberg ha criticado la cobertura de la BBC de los problemas ambientales, cuando el analista ambiental Roger Harrabin respaldó las acciones del gobierno del Reino Unido sobre el clima.
Steinberger apoya el trabajo de Greta Thunberg y la huelga escolar de activistas climáticos. Fue una de los 238 académicos que pidieron a la Unión Europea que limite el crecimiento económico y, en cambio, promueva la estabilidad y el bienestar. Steinberger ha sido Autora Principal del Sexto Informe de Evaluación del Grupo de Trabajo 3 del IPCC. También fue autora principal del módulo de conocimientos sobre urbanización del Instituto Internacional de Análisis de Sistemas Aplicados (IIASA) Global Energy Assessment. Steinberg está en el Comité Directivo de Future Earth.

## Vida personal
Steinberger es hija de Jack Steinberger y Cynthia Steinberger. Es la hermanastra del diseñador industrial de instrumentos musicales Ned Steinberger.